# Hutterville Colony
Hutterville Colony statisztikai település az Amerikai Egyesült Államok Dél-Dakota államában, Brown megyében. Lakosainak száma 95 fő (2020. április 1.).

## Népesség
A település népességének változása:

| 2020 | 95 |